# Chun In-gee
Chun In-gee (hangŭl: 전인지) (Seul, 10 agosto 1994) è una golfista sudcoreana, attiva principalmente nel LPGA Tour e LPGA of Korea Tour.
In carriera vanta una vittoria allo U.S. Women's Open Golf Championship 2015.

## Carriera
Prende parte al torneo di golf femminile dei Giochi olimpici di Rio de Janeiro 2016, disputatosi dal 17 al 20 agosto presso il campo da golf della Reserva de Marapendi, nella zona Barra da Tijuca.

## Professionali vittorie (15)

### LPGA Tour vittorie (4)
| Legenda              |
| Campionati Major (3) |
| Altri LPGA Tour (1)  |

| No. | Data              | Torneo                           | Punteggio di vincita | Par | Margine | Seconda/e                  |
| --- | ----------------- | -------------------------------- | -------------------- | --- | ------- | -------------------------- |
| 1   | 12 luglio 2015    | U.S. Women's Open                | 68-70-68-66=272      | −8  | 1 colpo | Amy Yang                   |
| 2   | 18 settembre 2016 | The Evian Championship           | 63-66-65-69=263      | −21 | 4 colpi | Ryu So-yeon Park Sung-hyun |
| 3   | 14 ottobre 2018   | LPGA KEB Hana Bank Championship1 | 70-70-66-66=272      | −16 | 3 colpi | Charley Hull               |
| 4   | 26 giugno 2022    | Women's PGA Championship         | 64-69-75-75=283      | −5  | 1 colpo | Minjee Lee Lexi Thompson   |

1 Co-sanzionato dal KLPGA Tour
LPGA Tour playoff record (0–4)
| No. | Anno | Torneo                         | Sfidante/i                       | Risultato                                                                                                  |
| --- | ---- | ------------------------------ | -------------------------------- | --- |
| 1   | 2014 | LPGA KEB-HanaBank Championship | Baek Kyu-jung Brittany Lincicome | Baek ha vinto col tiro birdie alla prima buca extra                                                        |
| 2   | 2017 | Manulife LPGA Classic          | Ariya Jutanugarn Lexi Thompson   | Jutanugarn ha vinto col tiro birdie alla prima buca extra                                                  |
| 3   | 2018 | Kingsmill Championship         | Nasa Hataoka Ariya Jutanugarn    | Jutanugarn ha vinto col tiro birdie alla seconda buca extra Chun eliminata col tiro birdie alla prima buca |
| 4   | 2022 | Women's British Open           | Ashleigh Buhai                   | Buhai ha vinto con il par alla quarta buca in più                                                          |

### LPGA of Korea Tour vittorie (10)
| No. | Data              | Torneo                           | Punteggio di vittoria | Par      | Margine  | Seconda/e                   |
| --- | ----------------- | -------------------------------- | --------------------- | -------- | -------- | --------------------------- |
| 1   | 23 giugno 2013    | Kia Motors Korea Women's Open    | 68-69-70-68=275       | −13      | 1 colpo  | Park So-yeon                |
| 2   | 15 giugno 2014    | S-Oil Champions Invitational     | 67-67-70=204          | −12      | 3 colpi  | Lee Ye-jeong Lee Min-young  |
| 3   | 28 settembre 2014 | KDB Daewoo Securities Classic    | 66-69-69=204          | −12      | Playoff  | Kim Ha-neul                 |
| 4   | 16 novembre 2014  | Chosun Ilbo-POSCO Championship   | 69-69-66=204          | −12      | 1 colpo  | Heo Yoon-kyung              |
| 5   | 19 aprile 2015    | Samchully Together Open          | 70-69=139             | −5       | 1 colpo  | Ko Jin-young                |
| 6   | 24 maggio 2015    | Doosan Match Play Championship   | 1 in più              | 1 in più | 1 in più | Ji Han-sol                  |
| 7   | 14 giugno 2015    | S-Oil Champions Invitational     | 68-71-69=208          | −8       | 1 colpo  | Kim Bo-kyung Heo Yoon-kyung |
| 8   | 26 luglio 2015    | Hite Jinro Championship          | 69-66-73=208          | −8       | 3 colpi  | Park Gyeol Cho Yoon-ji      |
| 9   | 25 ottobre 2015   | KB Financial Star Championship   | 69-69-67-69=274       | −10      | 1 colpo  | Inbee Park Hae Rym Kim      |
| 10  | 14 ottobre 2018   | LPGA KEB Hana Bank Championship1 | 70-70-66-66=272       | −16      | 3 colpi  | Charley Hull                |

Gli eventi in grassetto sono i major KLPGA.

1 Co-sanzionato dal LPGA Tour

### LPGA of Japan Tour vittorie (2)
| No. | Data           | Torneo                                 | Punteggio di vittoria | Par | Margine | Seconda/e                  |
| --- | -------------- | -------------------------------------- | --------------------- | --- | ------- | -------------------------- |
| 1   | 10 maggio 2015 | World Ladies Championship Salonpas Cup | 66-70-67-73=276       | −12 | 4 colpi | Momoko Ueda                |
| 2   | 4 ottobre 2015 | Japan Women's Open Golf Championship   | 71-73-71-71=286       | −2  | Playoff | Erika Kikuchi Lee Mi-hyang |

## Tornei Major

### Vittorie (3)
| Anno | Campionato               | Punteggio di vittoria | Margine | Secondo/i                   | Montepremi del vincitore ($) |
| ---- | ------------------------ | --------------------- | ------- | --------------------------- | ---------------------------- |
| 2015 | U.S. Women's Open        | −8 (68-70-68-66=272)  | 1 colpo | Amy Yang                    | 810,000                      |
| 2016 | The Evian Championship   | −21 (63-66-65-69=263) | 4 colpi | Ryu So-yeon, Park Sung-hyun | 487,500                      |
| 2022 | Women's PGA Championship | −5 (64-69-75-75=283)  | 1 colpo | Minjee Lee, Lexi Thompson   | 1,350,000                    |

### Risultati
I risultati non sono in ordine cronologico.
| Torneo                   | 2014 | 2015 | 2016 | 2017 | 2018 | 2019 | 2020 |
| ------------------------ | ---- | ---- | ---- | ---- | ---- | ---- | ---- |
| Chevron Championship     |      | T41  | T2   | T14  | T30  | EL   | T18  |
| Women's PGA Championship |      |      | T30  | T54  | EL   | T30  | T23  |
| U.S. Women's Open        |      | 1    | EL   | T15  | T41  | EL   | EL   |
| The Evian Championship   | T65  | EL   | 1    | T18  | T16  | T49  | NT   |
| Women's British Open     |      | T31  | T8   | T43  | T28  | T35  | T7   |

| Torneo                   | 2021 | 2022 | 2023 | 2024 |
| ------------------------ | ---- | ---- | ---- | ---- |
| Chevron Championship     | EL   | T25  | T18  | EL   |
| U.S. Women's Open        | T41  | T15  | T27  | EL   |
| Women's PGA Championship | T27  | 1    | T24  |      |
| The Evian Championship   | T6   | T22  | T36  |      |
| Women's British Open     | EL   | 2    | T40  |      |

     Vittoria
     Top 10
     Non partecipante
EL = eliminazione a metà gara (non passa il taglio)

NT = nessun torneo

P = pari